# Sulzfeld am Main
Sulzfeld am Main, Sulzfeld a. Main – miejscowość i gmina w Niemczech, w kraju związkowym Bawaria, w rejencji Dolna Frankonia, w regionie Würzburg, w powiecie Kitzingen, wchodzi w skład wspólnoty administracyjnej Kitzingen. Leży około 4 km na południe od Kitzingen, nad Menem, przy autostradzie A7.

## Współpraca
Miejscowość partnerska:
- Kelheim, Bawaria